# Bușag, Maramureș
Bușag (în maghiară Buság) este o localitate componentă a orașului Tăuții-Măgherăuș din județul Maramureș, Transilvania, România.

## Istoric
Prima atestare documentară: 1493 (Bwyakfalwa, Bwsak, Bwssak, Bwsagh). 

## Etimologie
Etimologia numelui localității: din n.fam. Bușag(a) < n. pers. Bușa < bg. Buša sau ucr. buša + suf. -(e)ag(ă). 

## Demografie
La recensământul din 2011, populația era de 548 locuitori. 